# كينتو ناكاجيما
كينتو ناكاجيما (باليابانية: 中島健人) هو مغني وممثل ياباني، ولد في 13 مارس 1994 في اليابان.

## وصلات خارجية
- كينتو ناكاجيما على موقع IMDb (الإنجليزية)
- كينتو ناكاجيما على موقع ميوزك برينز (الإنجليزية)
- كينتو ناكاجيما على موقع قاعدة بيانات الفيلم (الإنجليزية)
- كينتو ناكاجيما على موقع ANN person (الإنجليزية)